# سیارک ۳۳۴۳۳
سیارک ۳۳۴۳۳ (به انگلیسی: 33433 Maurilia، نامگذاری:1999EZ4) سی و سه هزار و چهارصد و سی و سومین سیارک کشف شده‌است که در ۱۴ مارس ۱۹۹۹ کشف شد.